# Mucca gialla
La Mucca gialla di Franz Marc è un olio su tela del 1911 esposta al Museo Salomon R. Guggenheim di New York. La protagonista del dipinto è una mucca che ha come caratteristica la snellezza e la grazia.
Quest'ultima è essenziale per Franz Marc ed è accentuata dal colore giallo con il quale egli indica la grazia e la bellezza femminile. Marc ha scelto un animale di natura non proprio dolce e agile per sottolineare che la leggiadria è presente in ognuno.